# Oxyanthus querimbensis
Oxyanthus querimbensis là một loài thực vật có hoa trong họ Thiến thảo. Loài này được Klotzsch mô tả khoa học đầu tiên năm 1861.